# Café Express
Café Express es una película de comedia dramática italiana, del año 1980, escrita y dirigida por Nanni Loy.
Para esta película Nino Manfredi fue galardonado con el Nastro d'argento al mejor actor.

## Café Express y Fangoria
El grupo musical Fangoria, formado por Alaska y Nacho Cantú, interpretó una canción con este título en el Palau de la música Catalana en 2009.

## Reparto
- Nino Manfredi - Michele Abbagnano
- Adolfo Celi - inspector jefe Ramacci-Pisanelli
- Vittorio Caprioli - Improta
- Vittorio Mezzogiorno - Diodato "Hombres Locos" Amitrano
- Antonio Allocca - Califano
- Gigi Reder - Antonio Cammarota
- Silvio Spaccesi - Giuseppe Sanguigno
- Marisa Laurito - Liberata
- Marzio Honorato - Ferdinando
- Vittorio Marsiglia - Picone
- Maurizio Micheli - El empresario piamontés
- Clara Colosimo - Valmarana
- Giovanni Piscopo -  El hijo de Michele, apodado  Cazillo
- Leo Gullotta - Imbastaro
- Tano Cimarosa - Panepino
- Lina Sastri - Madre Camilla
- Nino Terzo - Zappacosta